# Dingaka
Pour plus de détails, voir Fiche technique et Distribution.
Dingaka le sorcier est un film sud-africain de langue anglaise et afrikaans, réalisé par Jamie Uys en 1964.   

## Genre
Dingaka est un film d'aventure.  

## Synopsis
Pour retrouver sa force, Masaba demande de l'aide au sorcier Dingaka qui lui indique qu'il doit manger le cœur d'une fillette ayant une sœur jumelle. Ntuku Makwena, le père de la fillette qui a été assassinée dans ce but, se vengera en retrouvant et en tuant le sorcier et Masaba. Il est alors accusé de meurtre et doit être jugé devant un tribunal selon des critères occidentaux, ignorants des lois tribales. 

## Fiche technique
- Producteur : Jamie Uys film productions
- Film en couleur
- Film en langue anglaise et en langue afrikaans
- Réalisateur : Jamie Uys
- Scénario : Jamie Uys
- Musique : Bertha Egnos, Eddie Domingo et Basil Gray
- Montage : John Jympson
- Durée : 1h38
- Origine :  Afrique du Sud
- Lieux du tournage : Afrique du Sud, Johannesburg
- Distributeur France : Les Films Paramount
- Distributeur États-Unis : Embassy Pictures Corporation
- Sortie
  - Afrique du Sud: 1965
  - États-Unis : 30 juin 1965
  - Allemagne : 12 aout 1966
  - France : 18 février 1966
- Affiche : Raymond Elseviers (Belgique)

## Distribution
- Stanley Baker : Tom Davis
- Juliet Prowse : Marion Davis
- Ken Gampu : Ntuku Makwena
- Alfred Jabulani : Mpudi
- Paul Makgoba : Masaba
- Siegfried Mynhardt : le juge
- Bob Courtney : le chapelain de la prison
- Flora Motaung : Rurari